# 11月12日
11月12日（じゅういちがつじゅうににち）は、グレゴリオ暦で年始から316日目（閏年では317日目）にあたり、年末まであと49日ある。

## できごと

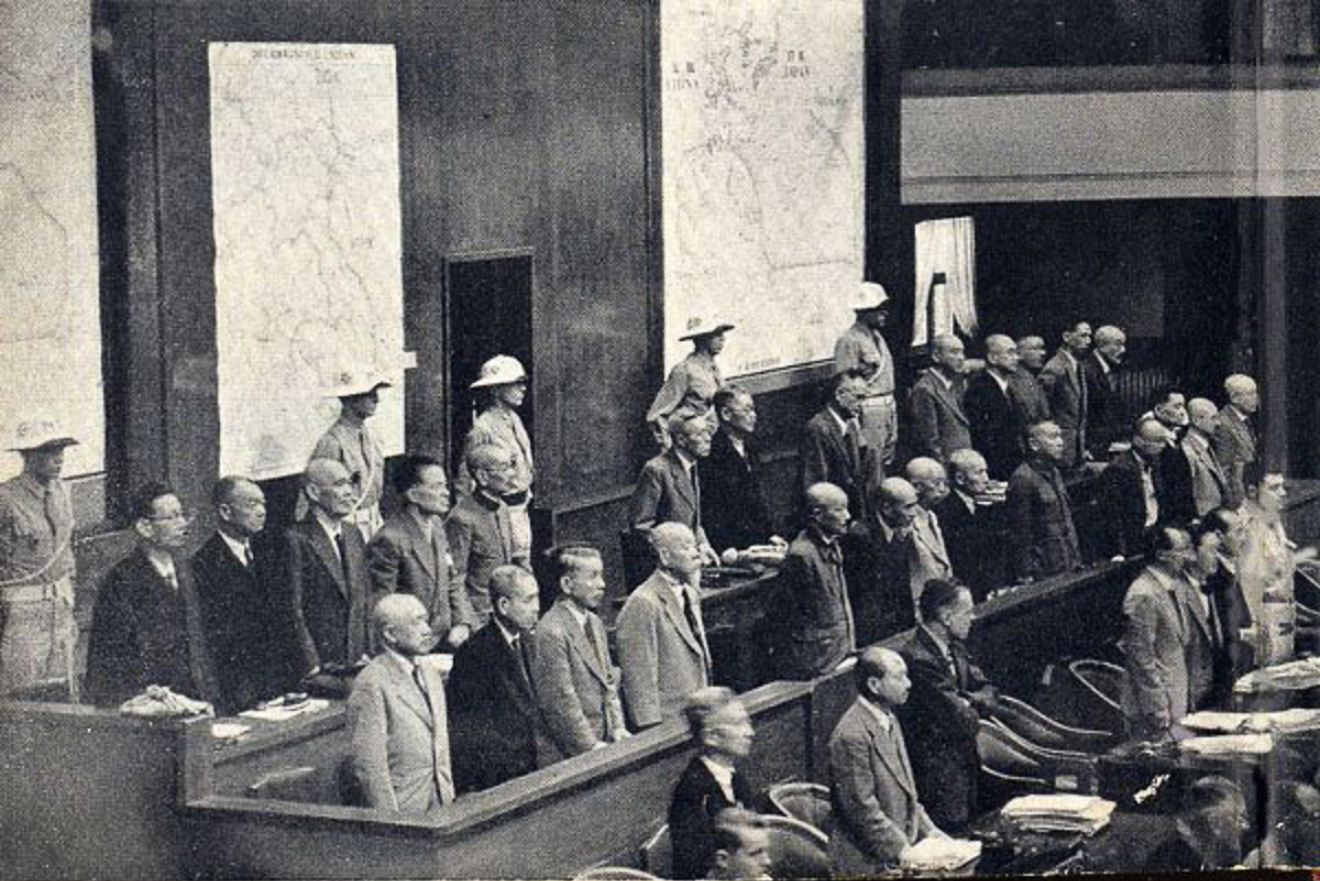
極東国際軍事裁判判決(1948)

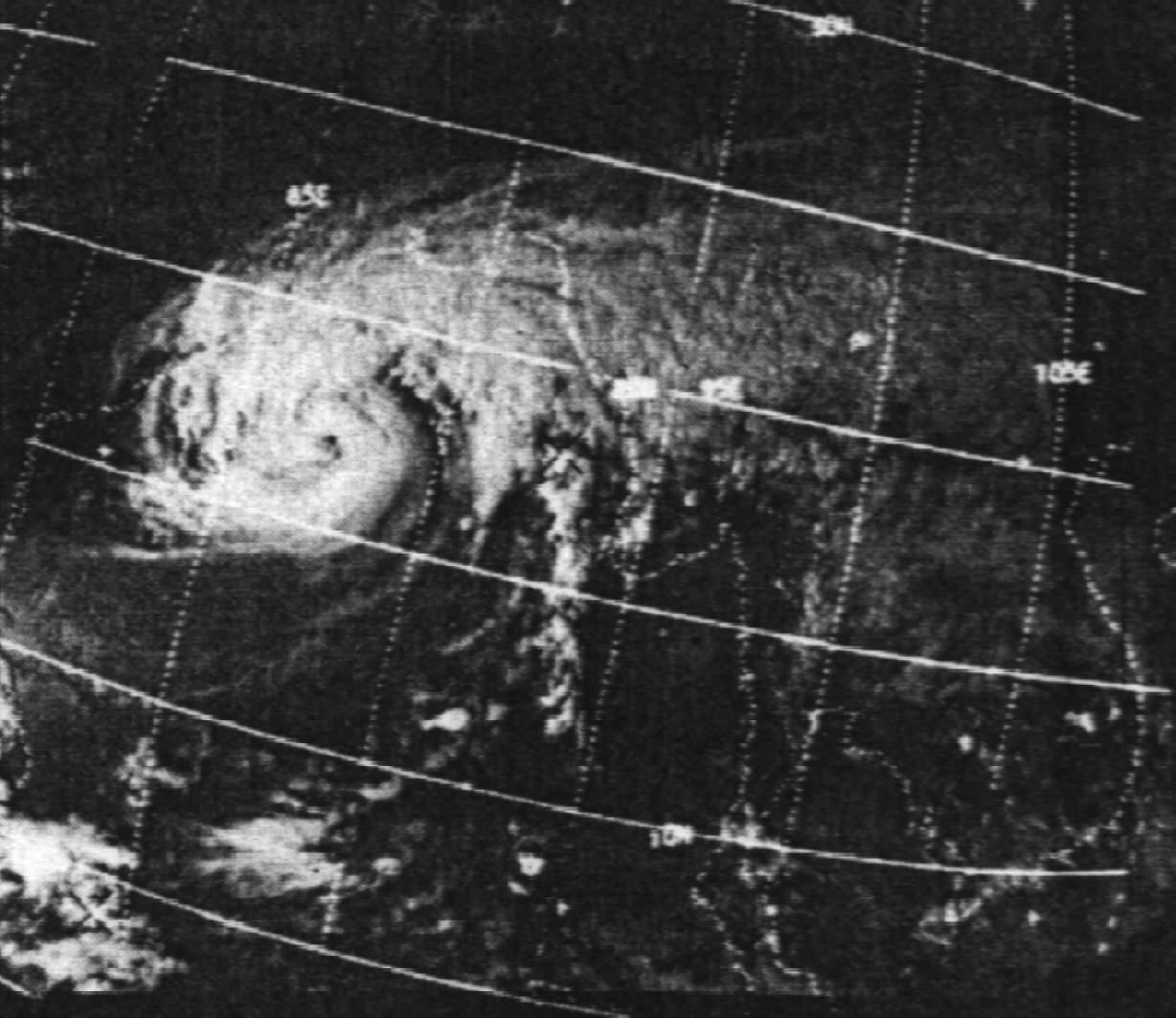
ボーラ・サイクロン(1970)。バングラデシュ独立の契機となった

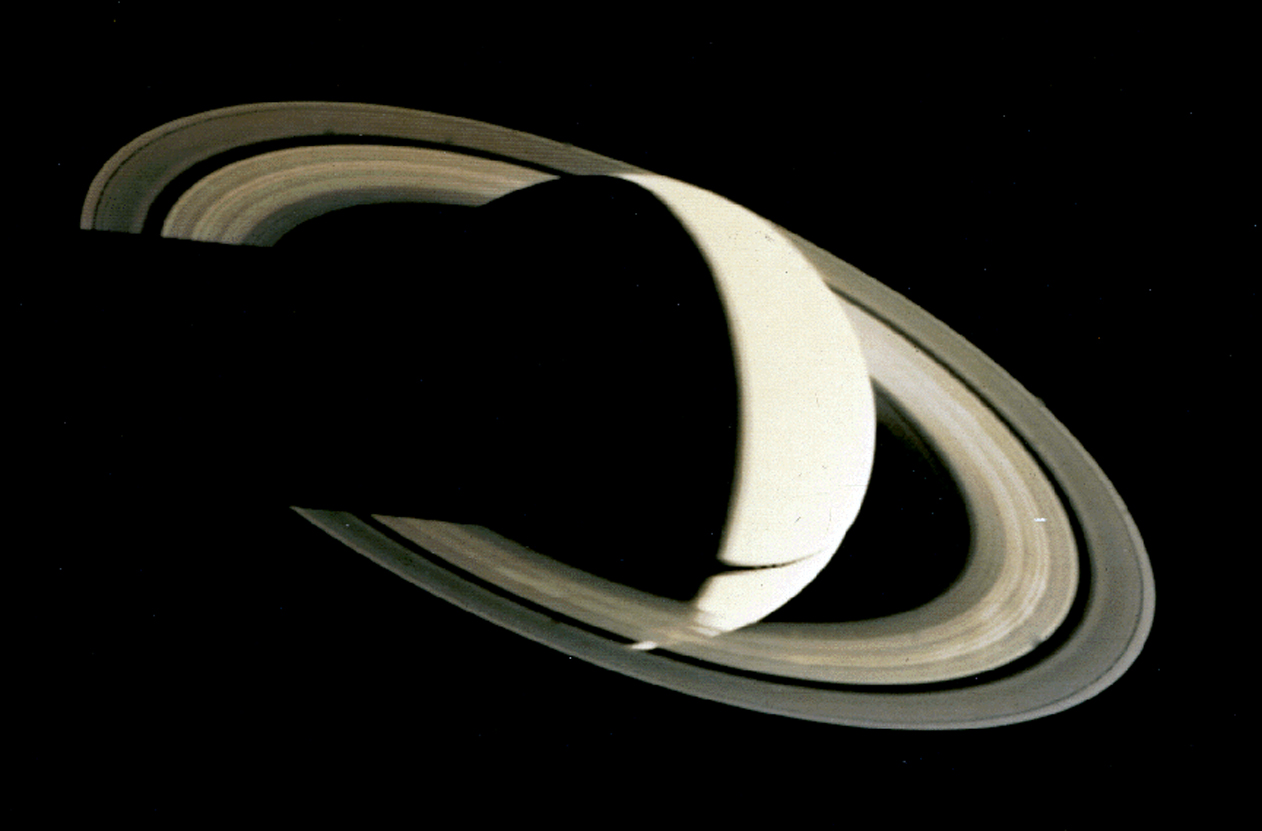
ボイジャー1号が土星に最接近(1980)。530万kmの距離から撮影された土星

- 1028年 - 東ローマ皇帝コンスタンティノス8世の娘ゾエが元老院議員ロマノスと結婚。3日後にコンスタンティノス8世が死去し、ロマノスが即位[要出典]。
- 1793年 - フランス革命: パリ・コミューン初代市長ジャン＝シルヴァン・バイイが処刑。
- 1893年 - イギリス領インド帝国とアフガニスタンがデュアランド・ライン条約に調印。
- 1918年 - オーストリア第一共和国が発足。
- 1920年 - イタリア王国とセルビア人・クロアチア人・スロベニア人王国（ユーゴスラビア）の間でラパッロ条約が締結。
- 1921年 - ワシントン会議が始まる。
- 1926年 - 福岡連隊差別事件への抗議運動をしていた全国水平社幹部が一斉検挙。
- 1933年 - 現中国新疆ウイグル自治区、南西部のカシュガルで（第一次）東トルキスタン・イスラーム共和国独立宣言。
- 1933年 - ドイツで国会選挙。国家社会主義ドイツ労働者党（ナチ党）のみが出馬し、全議席を占める。
- 1933年 - ヒュー・グレイが「ネッシー」の写真を初めて撮影。
- 1936年 - サンフランシスコ・オークランド・ベイブリッジが開通。
- 1937年 - 俳優の林長次郎（長谷川一夫）が東宝京都撮影所で顔を切りつけられる。
- 1942年 - 第二次世界大戦: 第三次ソロモン海戦が始まる。
- 1942年 - 松竹より映画『愛国の花』公開。
- 1944年 - 新疆ウイグル自治区、北部のイリで（第二次）東トルキスタン共和国独立宣言。
- 1944年 - 第二次世界大戦: ドイツ海軍の戦艦「ティルピッツ」がイギリス空軍の12,000ポンド爆弾「トールボーイ」を使用した爆撃を受け沈没。
- 1945年 - 二又トンネル爆発事故、アメリカ軍の杜撰な火薬処理により爆発事故が発生。死者147人、負傷者149人の大惨事。
- 1948年 - 極東国際軍事裁判で、25人の戦犯に対し東條英機ら7人の絞首刑を含む有罪判決。
- 1949年 - 香川県小豆島沖合で八千代汽船の貨客船「美島丸」（138トン）が沈没。乗員・乗客57人のうち行方不明47人[1]。
- 1951年 - 京大天皇事件が起こる。
- 1955年 - ドイツ連邦軍発足により西ドイツの再軍備が始まる。
- 1956年 - モロッコ・スーダン・チュニジアが国連に加盟。
- 1964年 - アメリカ海軍の原子力潜水艦「シードラゴン」が佐世保に初寄港。
- 1967年 - 第二次羽田事件。佐藤栄作首相訪米に反対する学生デモと警官隊が羽田空港で衝突。
- 1968年 - 赤道ギニアが国連に加盟。
- 1969年 - ベトナム戦争: アメリカの調査報道記者シーモア・ハーシュが前年3月のソンミ村虐殺事件を暴露。
- 1970年 - ボーラ・サイクロンが東パキスタンに上陸。30万から50万人が死亡。
- 1975年 - コモロが国連に加盟。
- 1980年 - アメリカの無人惑星探査機「ボイジャー1号」が土星に最接近。
- 1981年 - STS-2でスペースシャトル「コロンビア」が2度目の飛行。史上初の人間を乗せて一度宇宙へ出た宇宙船の再利用。
- 1982年 - ユーリ・アンドロポフがソビエト連邦共産党書記長に就任。
- 1986年 - 福岡市営地下鉄箱崎線延長部（箱崎九大前駅 - 貝塚駅間）が開業し、全通。
- 1990年 - 明仁天皇の即位礼正殿の儀を挙行。
- 1991年 - サンタクルス事件。東ティモール・ディリで独立を求めるデモ行進中の市民に対しインドネシア国軍が無差別発砲。
- 1993年 - カザフスタンで、それまでのルーブルに代えて新通貨テンゲの使用を開始。
- 1996年 - ニューデリー空中衝突事故が起こる。
- 2001年 - アメリカン航空587便墜落事故が起こる。
- 2001年 - 花咲風力発電所が完成。
- 2006年 - 日本で最後の灯台守が勤務していた女島灯台がこの日から自動化される。翌月12月5日からは無人化され、日本から灯台守がいなくなった[2]。
- 2008年 - ガンバ大阪がAFCチャンピオンズリーグ初優勝。
- 2014年 - 欧州宇宙機関(ESA)の宇宙探査機ロゼッタが着地機フィラエをチュリュモフ・ゲラシメンコ彗星に着地させる。
- 2017年 - イラクとイランの国境でMw 7.3の地震。400人以上が死亡。（イラン・イラク地震）[3]
- 2017年 - ペルー、ベンタロン遺跡施設で火災。米大陸最古の壁画などが損傷[4]。
- 2018年 - 大谷翔平がアメリカンリーグ最優秀新人選手賞に選出される[5]。
- 2020年 - PlayStation 5が発売[6]。

## 誕生日

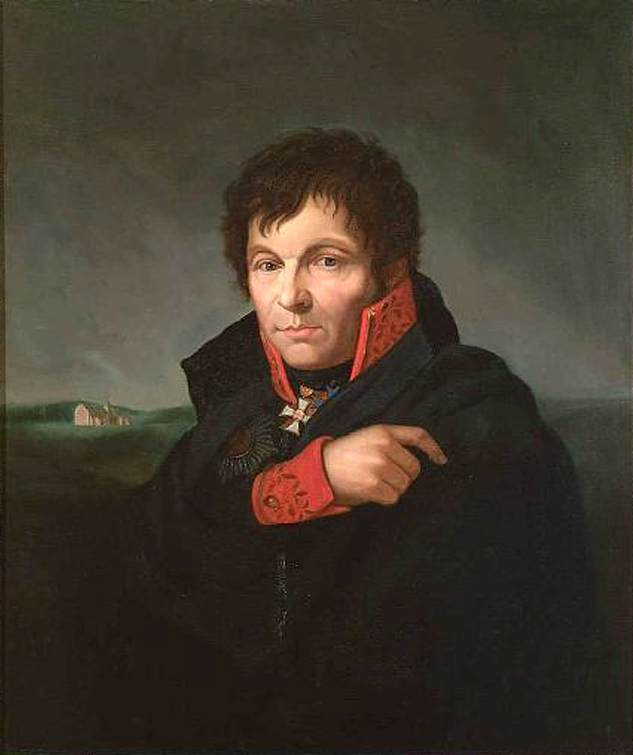
プロイセン参謀本部の礎を築いたゲルハルト・フォン・シャルンホルスト(1755-1813)誕生

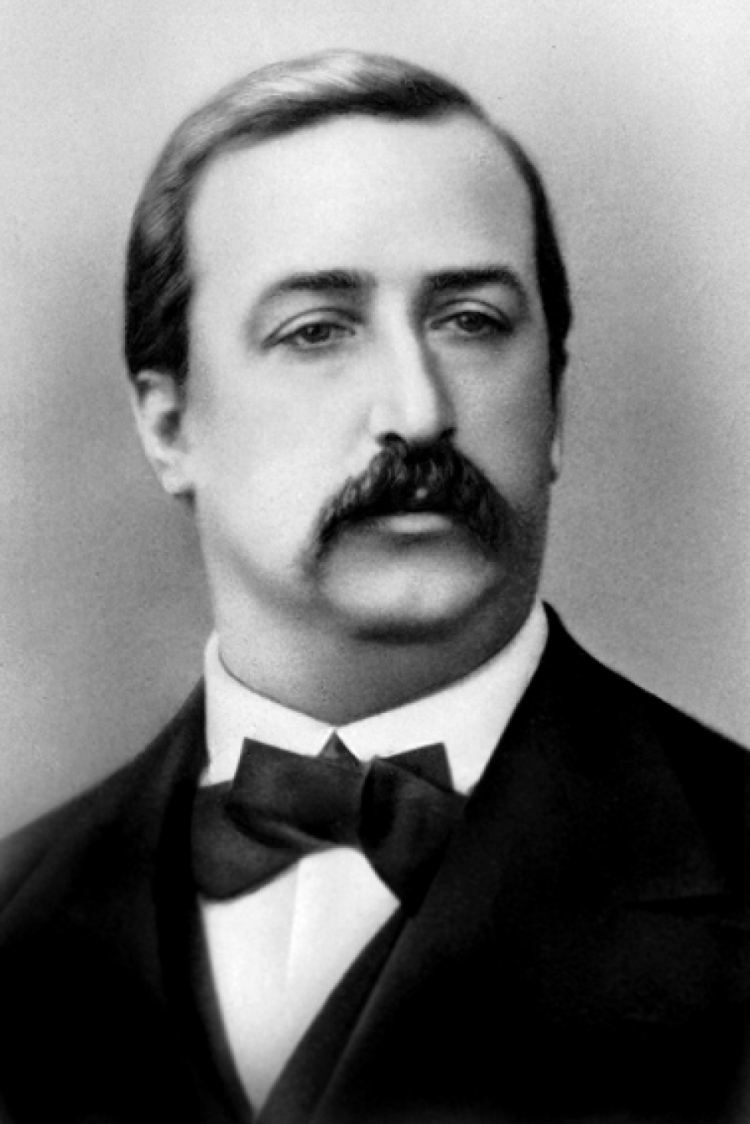
アレクサンドル・ボロディン、作曲家 (1833-1887)誕生

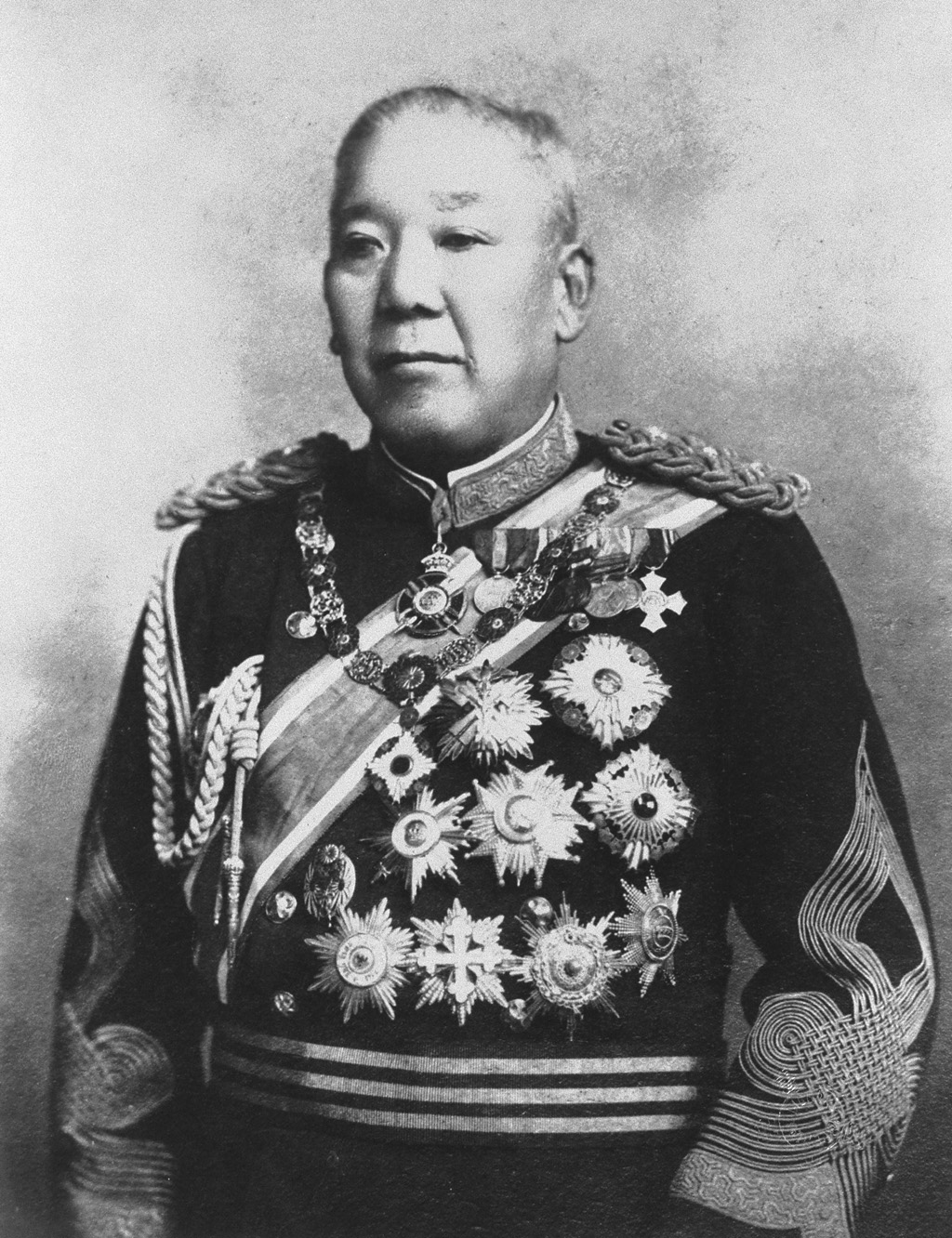
日本陸軍元帥、大山巌(1842-1916)誕生

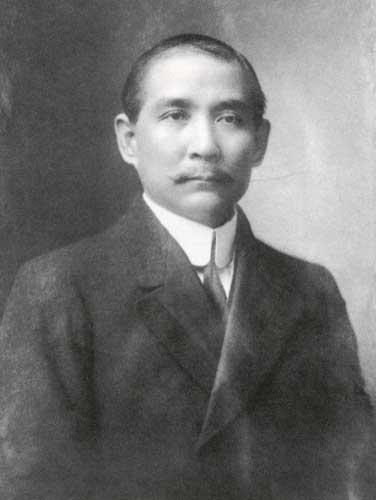
中国革命の父、孫文(1866-1925)誕生

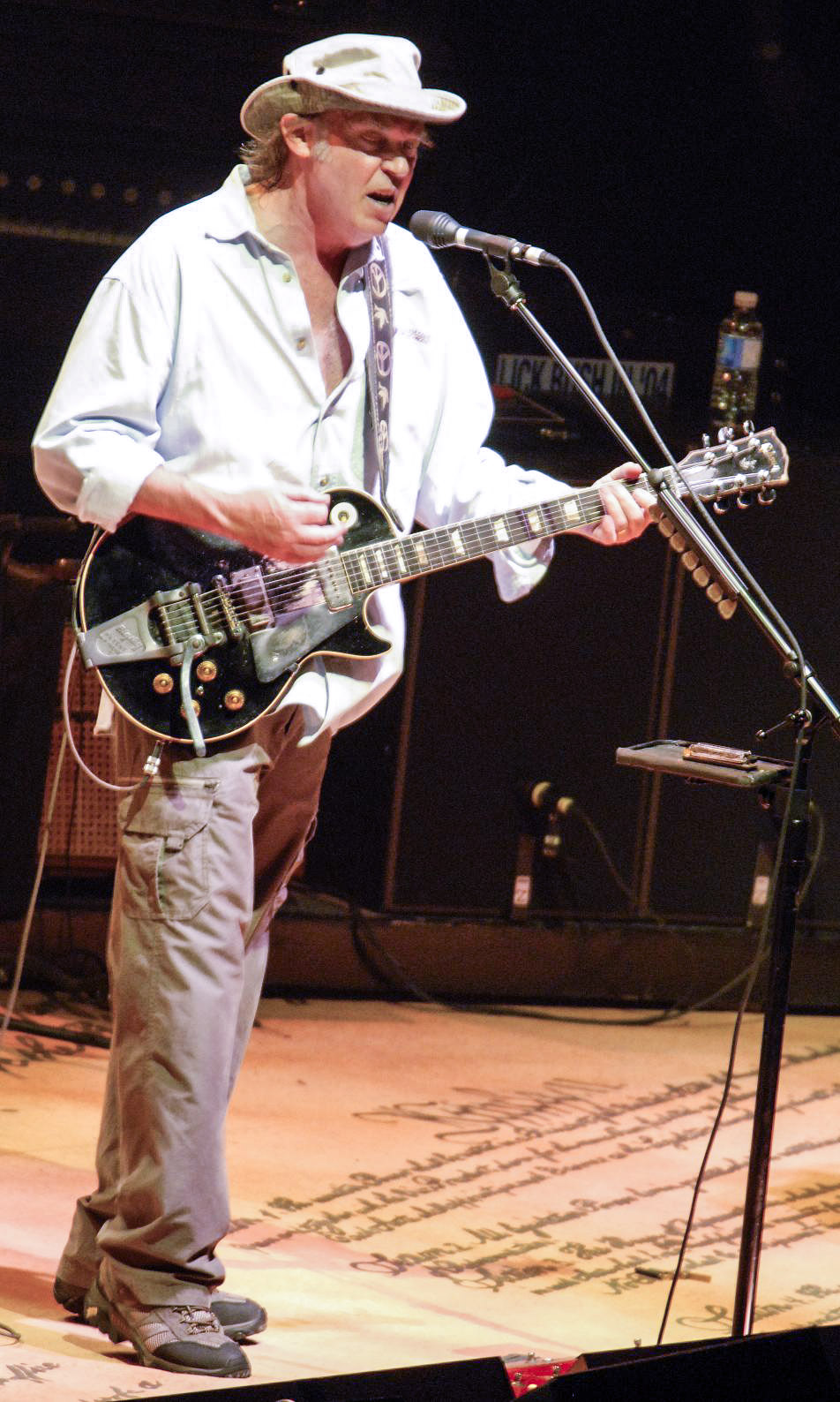
カナダのシンガーソングライター、ニール・ヤング(1945-)誕生

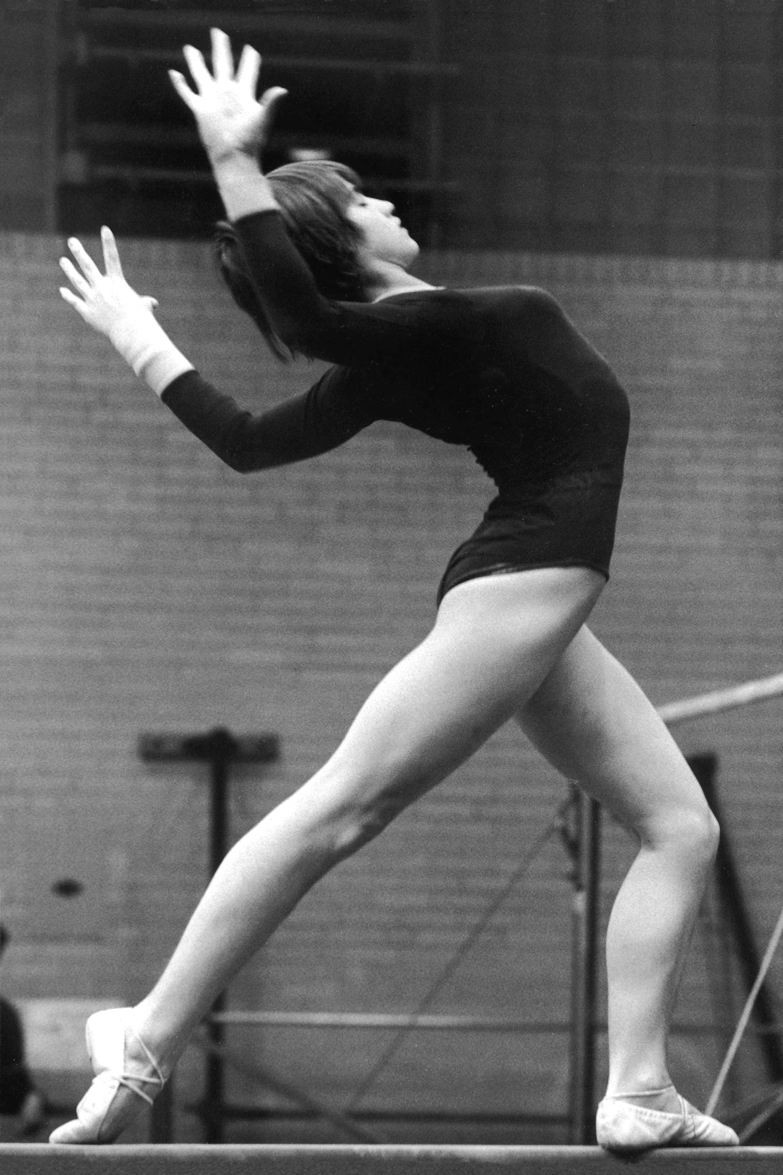
ルーマニアの体操選手、ナディア・コマネチ(1961-)誕生

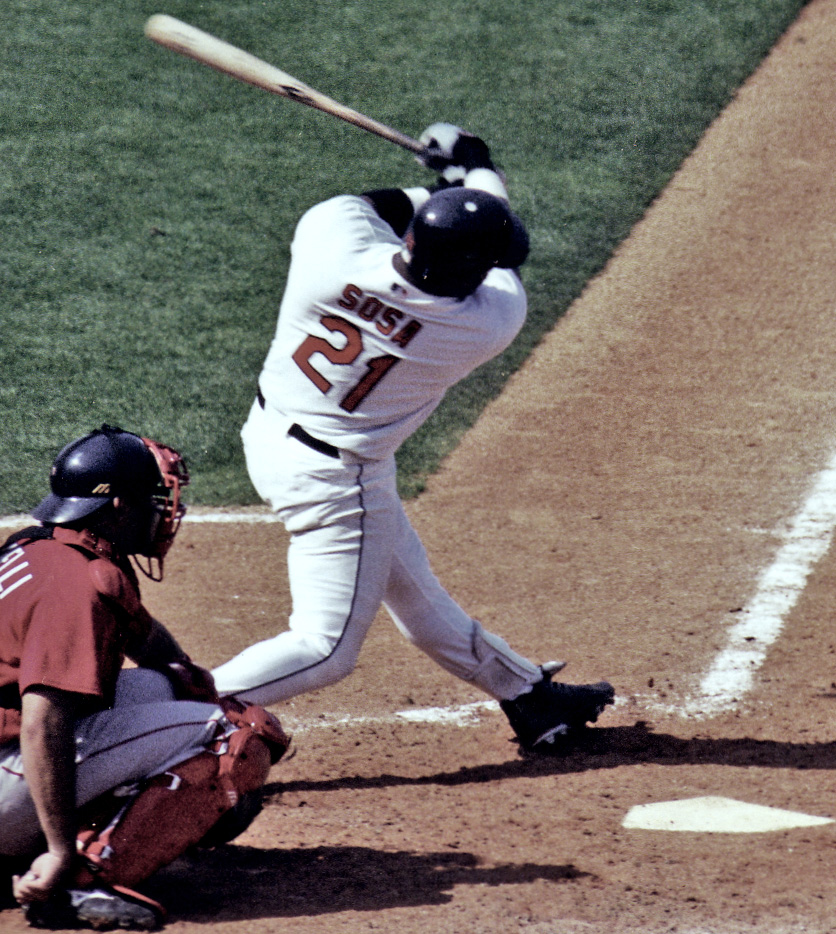
ドミニカ共和国の野球選手、サミー・ソーサ(1968-)誕生。マーク・マグワイアとの1998年のMLBシーズン最多本塁打記録対決で有名

- 1683年（享保19年9月25日） - 松平忠雅、初代桑名藩主、（+ 1746年）
- 1734年（享保19年10月17日） - 小笠原貞顕、第3代小倉新田藩主、（+ 1802年）
- 1755年 - ゲルハルト・フォン・シャルンホルスト、プロイセン参謀総長（+ 1813年）
- 1762年（宝暦12年9月27日） - 松平義裕、第6代高須藩主、（+ 1795年）
- 1814年（文化11年10月1日） - 水野忠央、第9代新宮藩主、（+ 1865年）
- 1817年 - バハーウッラー、バハイ教の祖（+ 1892年）
- 1833年 - アレクサンドル・ボロディン、作曲家（+ 1887年）
- 1840年 - オーギュスト・ロダン、彫刻家（+ 1917年）
- 1842年（天保13年10月10日） - 大山巌、日本陸軍の元帥（+ 1916年）
- 1866年 - 孫文、革命家（+ 1925年）
- 1890年 - クロンベルガー・リリー、フィギュアスケート選手（+ 1974年）
- 1891年 - カール・メイズ、プロ野球選手（+ 1971年）
- 1896年 - 牧野信一、小説家（+ 1936年）
- 1897年 - 宇野弘蔵、経済学者（+ 1977年）
- 1897年 - 内村祐之、プロ野球コミッショナー（+ 1980年）
- 1903年 - 木部シゲノ、最初期の女性飛行家（+ 1980年）
- 1904年 - 安西正夫、実業家（+ 1972年）
- 1908年 - アーモン・ゲート、ナチス・ドイツクラクフ・プワシュフ強制収容所の所長（+ 1946年）
- 1909年 - ラクシュミ・プラサド・デヴコタ、詩人、劇作家、小説家（+ 1959年）
- 1910年 - 華羅庚、数学者（+ 1985年）
- 1911年 - チャド・ヴァラー、いのちの電話設立者（+ 2007年）
- 1915年 - ロラン・バルト、思想家（+ 1980年）
- 1915年 - 串田孫一、詩人、哲学者、随筆家（+ 2005年）
- 1915年 - 春日野八千代、宝塚歌劇団女優（+ 2012年）
- 1917年 - ギュンター・シャック、ドイツ空軍のエース・パイロット（+ 2003年）
- 1922年 - キム・ハンター、女優（+ 2002年）
- 1923年 - 片山博、元プロ野球選手
- 1927年 - 谷山豊、数学者（+ 1958年）
- 1929年 - グレース・ケリー、女優、モナコ大公妃（+ 1982年）
- 1929年 - 小林彰太郎、自動車評論家（+ 2013年）
- 1929年 - ミヒャエル・エンデ、作家（+ 1995年）
- 1929年 - ピーター・ラモント、映画プロダクション・デザイナー、美術監督（+ 2020年）
- 1930年 - 俵孝太郎、ニュースキャスター（+ 2025年）
- 1933年 - ジャラル・タラバニ、イラク第四共和政初代大統領（+ 2017年）
- 1934年 - チャールズ・マンソン、カルトグループのリーダー（+ 2017年）
- 1935年 - 中島丈博、脚本家
- 1935年 - 中村修一郎、元プロ野球選手（+ 2009年）
- 1936年 - ルシア・ベルリン、作家（+ 2004年）
- 1937年 - 花井幸子、ファッションデザイナー（+ 2022年）
- 1939年 - ルチア・ポップ、声楽家（+ 1993年）
- 1940年 - 上月景正、実業家、コナミ創業者
- 1943年 - イアン・ブラック、調教師
- 1943年 - ウォーレス・ショーン、俳優、劇作家
- 1943年 - ブライアン・ハイランド、歌手
- 1944年 - 大渕絹子、政治家
- 1944年 - 天本光、元プロ野球選手
- 1945年 - ニール・ヤング、ミュージシャン
- 1945年 - 谷木恭平、元プロ野球選手
- 1946年 - とりいかずよし、漫画家、大学教授（+ 2022年）
- 1947年 - 太田治子、小説家
- 1947年 - 海原かなた、漫才師（海原はるか・かなた）
- 1947年 - 吉田照哉、実業家、社台ファーム代表
- 1947年 - 加護野忠男、経営学者（+ 2024年）
- 1948年 - 銀河万丈、声優
- 1948年 - 黒姫山秀男、元大相撲力士、年寄12代武隈（+ 2019年）
- 1950年 - 田中秀幸、声優
- 1950年 - 由美かおる、女優
- 1952年 - 福井保夫、元プロ野球選手
- 1953年 - 大塚栄三郎、元騎手、調教助手
- 1954年 - 津森千里、ファッションデザイナー
- 1955年 - レスリー・マッコーエン、ミュージシャン（ 元ベイ・シティ・ローラーズ）（+ 2021年）
- 1956年 - 山川恵津子、作曲家、編曲家
- 1956年 - 平忠彦、元オートバイ・ロードレースライダー
- 1957年 - 高野文子、漫画家
- 1957年 - チェルシア・チャン、歌手、女優
- 1958年 - 岩崎宏美、歌手
- 1959年 - 佐橋俊彦、作曲家
- 1959年 - 松本ちえこ、タレント、女優（+ 2019年）
- 1961年 - 石川寛美、女優、声優
- 1961年 - TOM、ミュージシャン（元TOM★CAT）
- 1961年 - 長嶋清幸、元プロ野球選手
- 1961年 - グレッグ・ギャグニー、元プロ野球選手
- 1961年 - エンソ・フランチェスコリ、元サッカー選手
- 1961年 - ナディア・コマネチ、元体操選手
- 1962年 - 金子正彦、騎手
- 1962年 - 麻木久仁子、タレント、キャスター
- 1963年 - 三代目魚武濱田成夫、詩人
- 1963年 - 寺島進、俳優
- 1963年 - 大野元裕、政治家、埼玉県知事
- 1964年 - アーサー・ウィリアムス、プロボクサー
- 1964年 - 河野景子、アナウンサー
- 1967年 - 高木琢也、元サッカー選手、監督
- 1967年 - マイケル・モーラー、プロボクサー
- 1967年 - 高橋有紀子、バレーボール選手
- 1968年 - 久川綾、声優
- 1968年 - 今拓哉、ミュージカル俳優
- 1968年 - サミー・ソーサ、元プロ野球選手
- 1968年 - ジェームズ・ブッチェリ、野球選手
- 1969年 - 金親和憲、元大相撲力士
- 1969年 - 丸山隆之、信越放送アナウンサー
- 1970年 - トーニャ・ハーディング、フィギュアスケート選手、プロボクサー
- 1971年 - 一式まさと、漫画家
- 1971年 - 中村勝男、ミュージシャン（The LOVE）
- 1973年 - ラダ・ミッチェル、女優
- 1974年 - 藤井みほな、漫画家
- 1974年 - エノルベル・マルケス＝ラミレス、プロ野球選手
- 1974年 - 宇都隆史、政治家、自衛官
- 1974年 - 西浦克拓、元プロ野球選手
- 1974年 - ミルコ・ミュラー、フィギュアスケート選手
- 1974年 - 富士たくや、俳優
- 1975年 - 鑑田幸代、ファッションデザイナー
- 1975年 - ダリオ・シミッチ、サッカー選手
- 1976年 - リンゼイ・グーリン、元プロ野球選手
- 1977年 - ダリーン・カーティス、プレイメイト
- 1977年 - ベニー・マッカーシー、サッカー選手
- 1977年 - 泉健太郎、ミュージシャン（元セカイイチ）
- 1978年 - ダニー・ミランダ、野球選手
- 1978年 - 中澤輝、アナウンサー
- 1978年 - セリーヌ・シアマ、映画監督
- 1979年 - 水波風南、漫画家
- 1979年 - ルーカス・グローバー、ゴルファー
- 1980年 - ライアン・ゴズリング、俳優
- 1980年 - 小泉恵未、フリーアナウンサー
- 1980年 - 松島竜太、元サッカー選手
- 1981年 - 星野大介、総合格闘家
- 1981年 - アルセニー・マルコフ、フィギュアスケート選手
- 1982年 - 高橋浩司、元プロ野球選手
- 1982年 - 中尾敏浩、元プロ野球選手
- 1982年 - アン・ハサウェイ、女優
- 1982年 - 黒木奈々、フリーアナウンサー（+ 2015年）
- 1983年 - 甲藤啓介、元プロ野球選手
- 1983年 - 中野聡子、お笑い芸人（日本エレキテル連合）
- 1983年 - チャーリー・モートン、プロ野球選手
- 1983年 - ムラトミ、ダンサー（REAL AKIBA BOYZ)
- 1984年 - ベンジャミン・オコルスキー、フィギュアスケート選手
- 1984年 - さぁさ、シンガーソングライター
- 1984年 - 寺川綾、元競泳選手
- 1984年 - シーザー・ヒメネス、プロ野球選手
- 1985年 - 黛弘人、騎手
- 1986年 - 箱崎みどり、ニッポン放送アナウンサー
- 1987年 - 高良健吾、俳優
- 1987年 - 会一太郎、声優、落語家
- 1988年 - ラッセル・ウェストブルック、バスケットボール選手
- 1988年 - HAYAMI、ミュージシャン（オレスカバンド）
- 1989年 - 清武弘嗣、サッカー選手
- 1989年 - 吉住、お笑いタレント
- 1990年 - 浅村栄斗、プロ野球選手
- 1990年 - 大和田健介、俳優
- 1990年 - ハルメート・シン、サッカー選手
- 1990年 - ジェームス・マッカーシー、サッカー選手
- 1990年 - マーセル・オズナ、プロ野球選手
- 1990年 - ニコラ・リゴーニ、サッカー選手
- 1991年 - 田本清嵐、俳優
- 1992年 - 今井華、モデル、タレント
- 1992年 - 上原亜衣、タレント、元AV女優
- 1992年 - 三井莉穂、ミュージカル俳優
- 1993年 - 矢端名結、フリーアナウンサー
- 1994年 - アンナ・フニチェンコワ、フィギュアスケート選手
- 1995年 - ナナヲアカリ、ミュージシャン
- 1995年 - 織田梨沙、女優
- 1996年 - 社本悠、声優
- 1996年 - 広瀬うみ、元AV女優
- 1997年 - 守屋茜、女優、元アイドル（元櫻坂46）
- 1998年 - 嘉島陸、俳優
- 1998年 - 平祐奈、女優
- 1998年 - 谷口めぐ、アイドル（元AKB48）
- 1998年 - 桜井美悠、ファッションモデル
- 1999年 - シェン・シャオティン、アイドル (Kep1er)
- 2001年 - ラフィー・キャシディ、女優
- 2001年 - 中村柚葉、野球選手
- 2003年 - 畠山紬、元女優
- 2003年 - 村山亮介、プロ野球選手
- 2005年 - ダリオ・サルディ、プロ野球選手
- 2009年 - 清水さら、スノーボード選手
- 生年不詳 - さらちよみ、イラストレーター、漫画家
- 生年不詳 - 林大地、声優

## 忌日

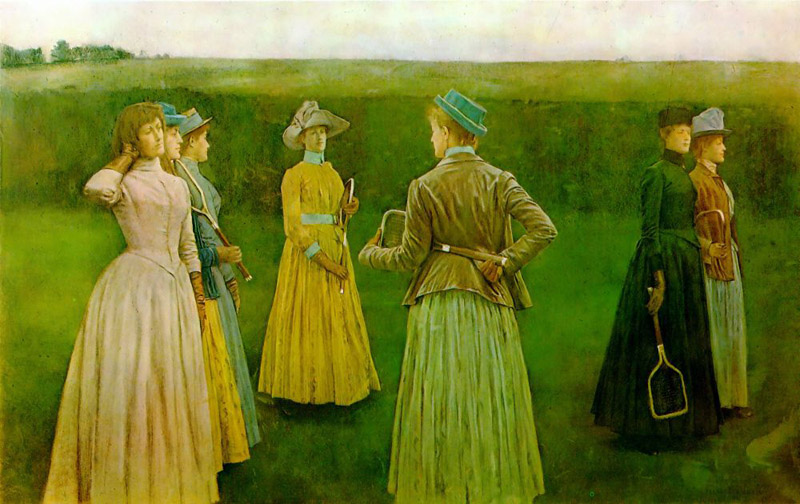
ベルギー象徴派の画家、フェルナン・クノップフ(1858-1921)没。画像の《記憶》(1889)はすべて妹のマルグリットがモデル

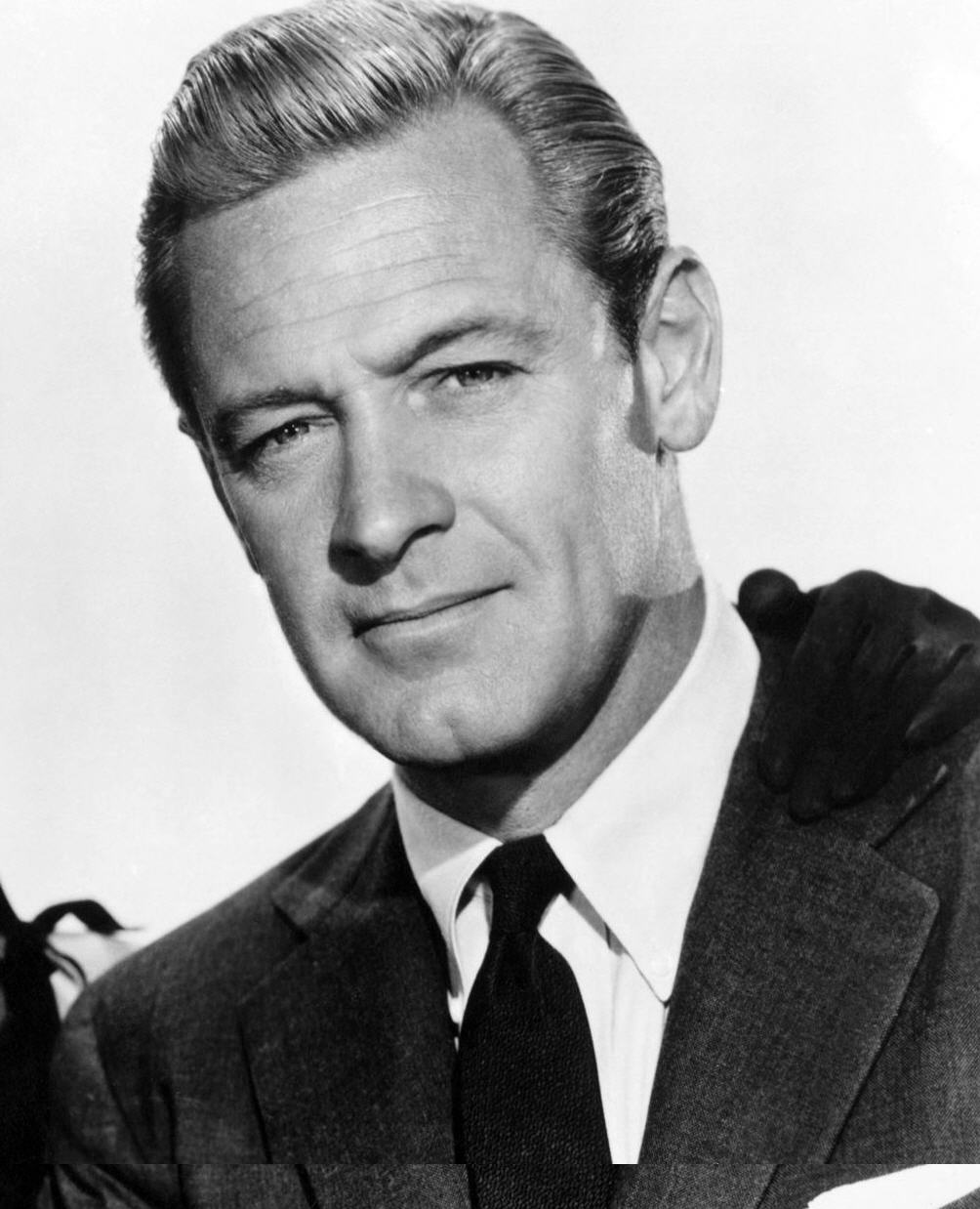
俳優ウィリアム・ホールデン(1918-1981)没。

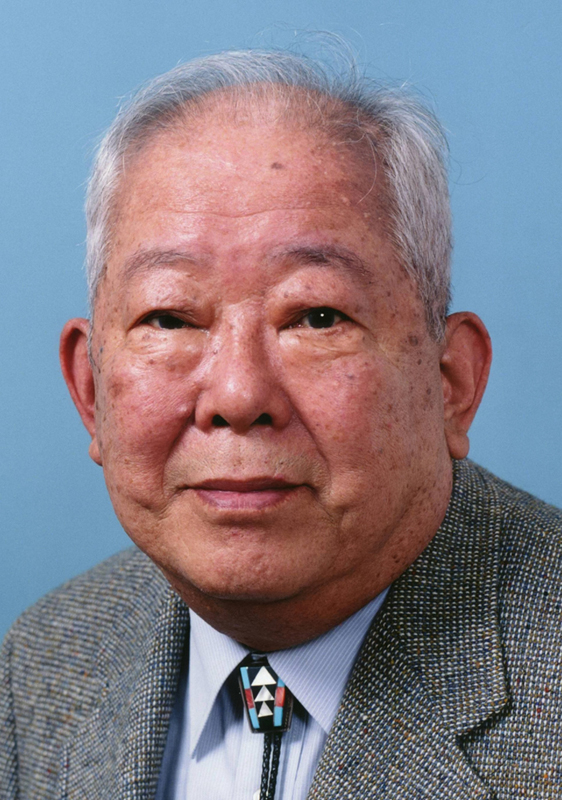
物理学者、天文学者小柴昌俊(1926-2020)没。カミオカンデによってニュートリノを観測。2002年にノーベル物理学賞受賞。

- 607年 - ボニファティウス3世、ローマ教皇
- 1035年 - クヌーズ2世、デンマーク・イングランド・ノルウェー王（* 995年）
- 1094年 - ダンカン2世、スコットランド王（* 1060年?）
- 1434年 - ルイ3世・ダンジュー、ナポリ王（* 1403年）
- 1595年 - ジョン・ホーキンス、軍人、私掠船船長（* 1532年）
- 1671年 - トーマス・フェアファクス、軍人（* 1612年）
- 1693年 - マリア・ファン・オーステルウェイク、画家（* 1630年）
- 1712年（正徳2年10月14日） - 徳川家宣、江戸幕府第6代将軍（* 1662年）
- 1722年 - アドリアーン・ファン・デル・ウェルフ、画家（* 1659年）
- 1793年 - ジャン＝シルヴァン・バイイ、パリ市長（* 1736年）
- 1823年 - エマヌエル・アロイス・フェルスター、音楽教育者、作曲家（* 1748年）
- 1829年 - ジャン＝バプティスト・ルニョー、画家（* 1754年）
- 1865年 - エリザベス・ギャスケル、小説家（* 1810年）
- 1869年 - エイモス・ケンドール、第11代アメリカ合衆国郵政長官（* 1789年）
- 1869年 - ヨハン・フリードリヒ・オーファーベック、画家（* 1789年）
- 1893年 - アレクサンダー・フォン・バッハ、政治家（* 1813年）
- 1898年 - ジョン万次郎、漂流民、通訳、教師（* 1827年）
- 1915年 - 津田米次郎、羽二重織機の開発者（* 1862年）
- 1916年 - パーシヴァル・ローウェル、天文学者（* 1855年）
- 1921年 - フェルナン・クノップフ、画家（* 1858年）
- 1925年 - 石川安次郎、ジャーナリスト、代議士（* 1872年）
- 1925年 - ロバート・レン、テニス選手（* 1873年）
- 1939年 - ノーマン・ベチューン、医師（* 1890年）
- 1940年 - ジョー・クイン、プロ野球選手（* 1864年）
- 1941年 - エイブ・レルズ、ニューヨークのギャング（* 1906年）
- 1942年 - エルマー・ニクランダー、円盤投選手、砲丸投選手（* 1890年）
- 1947年 - 山本達雄、第5代日本銀行総裁、日本勧業銀行総裁、元大蔵大臣・農商務大臣・内務大臣（* 1856年）
- 1948年 - ウンベルト・ジョルダーノ、作曲家（* 1867年）
- 1954年 - ルイス・アゴーテ、医学者（* 1868年）
- 1955年 - ハヨーシュ・アルフレード、競泳選手、建築家、1896年アテネ五輪金メダリスト（* 1878年）
- 1962年 - 田中寛一、教育心理学者、東京文理科大学名誉教授（* 1882年）
- 1964年 - フレッド・ハッチンソン、プロ野球選手（* 1919年）
- 1966年 - クインシー・ポーター、作曲家、ヴィオリスト（* 1897年）
- 1967年 - 由比忠之進、弁理士、 エスペランティスト（* 1894年）
- 1969年 - 劉少奇、政治家、第2代国家主席（* 1898年）
- 1974年 - 菊池正士、物理学者（* 1902年）
- 1976年 - ミハイル・グレーヴィチ、航空機設計者（* 1893年）
- 1976年 - ウォルター・ピストン、作曲家（* 1894年）
- 1981年 - 石中象治、ドイツ文学者、九州大学名誉教授（* 1900年）
- 1981年 - ウィリアム・ホールデン、俳優（* 1918年）
- 1984年 - チェスター・ハイムズ、小説家（* 1909年）
- 1986年 - 島尾敏雄、小説家（* 1917年）
- 1986年 - リア・ファルク、フィギュアスケート選手（* 1922年）
- 1988年 - 草野心平、詩人（* 1903年）
- 1990年 - 和中道男、プロ野球選手（* 1927年）
- 1993年 - ビル・ディッキー、プロ野球選手（* 1907年）
- 1994年 - 立松晃、俳優（* 1913年）
- 1994年 - ウィルマ・ルドルフ、陸上競技選手（* 1940年）
- 1996年 - 石垣綾子、評論家（* 1903年）
- 1997年 - カルロス・スリナッチ、作曲家（* 1915年）
- 1999年 - 蓬茨霊運、天文学者（* 1935年）
- 2000年 - フランク・プゥルセル、イージーリスニングのバンドマスター（* 1913年）
- 2000年 - 宇野収、実業家、元東洋紡績社長（* 1917年）
- 2002年 - ラウル・ディアニュ、サッカー選手（* 1910年）
- 2003年 - 牧野良二、作曲家、音楽教諭（* 1936年）
- 2003年 - ジョナサン・ブランディス、俳優（* 1976年）
- 2004年 - 木梨芳一、実業家、元北海道文化放送会長（* 1934年）
- 2005年 - 森正洋、 陶磁器デザイナー（* 1927年）
- 2007年 - アイラ・レヴィン、推理作家（* 1929年）
- 2007年 - 上田政雄、京都大名誉教授（* 1922年）
- 2008年 - セルジュ・ニグ、作曲家（* 1924年）
- 2008年 - ミッチ・ミッチェル、ドラマー（* 1946年）
- 2009年 - アンリ・セランドゥール、国際オリンピック委員会委員、水球選手（* 1937年）
- 2010年 - ヘンリク・ミコワイ・グレツキ、作曲家（* 1933年)
- 2010年 - スタニスワフ・ボバク、スキージャンプ選手（* 1956年)
- 2012年 - 伊藤邦男、元朝日新聞記者・テレビ朝日社長（* 1930年）
- 2013年 - 干場一夫、元プロ野球選手（* 1924年）
- 2013年 - 南原實、ドイツ文学者、東京大学名誉教授（* 1930年）
- 2013年 - 梅沢節男、官僚、元国税庁長官、元公正取引委員会委員長（* 1931年）
- 2013年 - ジョン・タヴナー、作曲家（* 1944年）
- 2014年 - 福田みどり、実業家（* 1929年）
- 2014年 - 小泉修吉、映画監督（* 1933年）
- 2014年 - ウォーレン・クラーク、俳優（* 1947年）
- 2015年 - 荒木誠之、法学者、九州大学名誉教授(* 1924年)
- 2015年 - 鈴木正和[7]、元NHKアナウンサー（* 1927年）
- 2015年 - 江森陽弘、ジャーナリスト（* 1932年）
- 2016年 - 長瀧重信、医学者、長崎大学名誉教授（* 1932年）
- 2018年 - スタン・リー、漫画原作者（* 1922年）
- 2018年 - リカルド・レケホ、ピアニスト（* 1938年）
- 2018年 - 加治屋義人、政治家（* 1938年）
- 2018年 - 天野健太郎、翻訳家（* 1971年）
- 2018年 - 李敏慧、自転車競技選手（* 1985年）
- 2019年 - エドウィン・ブラモール、軍人、元英国陸軍参謀総長、一代貴族（* 1923年）
- 2019年 - 磯田啓二、映画プロデューサー、作家（* 1934年）
- 2019年 - 田口光久、元サッカー選手（* 1955年）
- 2020年 - 小柴昌俊、物理学者、天文学者、東京大学特別栄誉教授、ノーベル物理学賞受賞者（* 1926年）
- 2020年 - 坂田藤十郎 (4代目)、歌舞伎役者（* 1931年）
- 2020年 - レオニード・ポタポフ、政治家、元ロシアブリヤート共和国大統領（* 1935年）
- 2020年 - アラン・グレイザー、ダーツプレイヤー（* 1939年）
- 2020年 - 大久保喬樹、比較文学者、東京女子大学名誉教授（* 1946年）
- 2020年 - ジェリー・ローリングス、政治家、第8・10代ガーナ共和国国家元首、第四共和政初代大統領（* 1947年）
- 2021年 - 古葉竹識、元プロ野球選手、監督（* 1936年）
- 2022年 - 芳賀日出男、写真家、民俗研究家（* 1921年）
- 2022年 - マーハン・カリミ・ナセリ、難民、映画ターミナルのモデル（* 1942年または1945年）
- 2022年 - 大森一樹、映画監督（* 1952年）
- 2022年 - チャック・カー、プロ野球選手（* 1967年）
- 2023年 - 野村二郎、フランス語学者、筑波大学名誉教授（* 1928年）
- 2023年 - 鶴羽肇、実業家、元ツルハ社長（* 1932年）
- 2023年 - ニーナ・サドゥール、劇作家、小説家（* 1950年）
- 2023年 - KAN、シンガーソングライター（* 1962年）
- 2023年 - クスマ・ワドハニ、アーチェリー選手（* 1964年）
- 2024年 - 北の富士勝昭、大相撲力士（* 1942年）
- 2024年 - 阿川尚之、エッセイスト、弁護士（* 1951年）
- 2024年 - 柳沢栄治、声優（* 1967年）

## 記念日・年中行事
- 憲法記念日（ アゼルバイジャン）
1995年のこの日、アゼルバイジャンで憲法が採択された。
- 洋服記念日（ 日本）
1872年（明治5年）旧暦11月12日に「礼服ニハ洋服ヲ採用ス」という太政官布告が出されことに由来。全日本洋服協同組合連合会が1972年に制定。
- 皮膚の日（ 日本）
日本臨床皮膚科医会が1989年に制定。「い(1)い(1)ひ(1)ふ(2)」の語呂合わせ。
- HipHopの記念日
1973年11月12日にアフリカ・バンバータがThe Universal Zulu nation（英語版）を結成。